# Çiftlikköy
Çiftlikköy là một huyện thuộc tỉnh Yalova, Thổ Nhĩ Kỳ. Huyện có diện tích 117 km² và dân số thời điểm năm 2007 là 24046 người, mật độ 206 người/km².